# 서덜랜드스프링스 교회 총기 난사 사건
2017년 11월 5일 미국 텍사스주 샌안토니오에서 동쪽으로 35km 떨어진 서덜랜드스프링스에 있는 제일침례교회(First Baptist Church)에서 총기 난사 사건이 발생하였다. 26명이 사망하고 20명 이상이 부상당했다. 이 테러는 미국의 종교 건축물 테러 중 제일 사망자를 낸 테러로 2015년 찰스턴 교회 총기 난사 사건보다도 많다.

## 같이 보기
- 반기독교주의